# Attus platycephalus
Attus platycephalus är en spindelart som beskrevs av Władysław Taczanowski 1871 [1872. Attus platycephalus ingår i släktet Attus och familjen hoppspindlar. Inga underarter finns listade.